# Demokraci z Południa
Demokraci z Południa - określenie używane na amerykańskiej scenie politycznej tłumaczące efekt wyborczy z południowych stanów USA, gdzie, mimo iż większość wyborców deklaruje się jako zwolennicy Partii Demokratycznej, to w wyborach z reguły zwycięstwo odnoszą kandydaci z Partii Republikańskiej. Efekt ten jest zaszłością historyczną i wywodzi się z okresu wojny secesyjnej, gdy Unia czyli Północ była rządzona przez republikańskiego prezydenta, a  Konfederacja stanów południowych przez demokratę.